# كايو لوكاس فرنانديز
لوكاس فرنانديز، لاعب كرة قدم إماراتي-برازيلي، يلعب حاليا لصالح نادي الشارقة الإماراتي.
حصل على الجنسية الإماراتية في عام 2024.

## المسيرة الكروية
لعب لوكاس لصالح نادي ريال مدريد موسم واحدا كما أعبر إلى نادي آرسنال موسمين، وفي سنة 1999 انتقل رسميا إلى نادي بورتو البرتغالي لمدة أربعة مواسم، سجل فيها 34 هدف وبعدها انتقل إلى نادي فالنسيا على شكل إعارة مقابل 40 مليون يورو حتى موسم 2016، لينضم بعد ذلك إلى نادي العين. كما عُرض عليه اللعب في نادي وفاق سطيف الجزائري لكن اللاعب رفض الانتقال بسبب ضعف البطولة هناك.

## روابط خارجية
- كايو لوكاس فرنانديز على موقع الاتحاد الأوربي (الإنجليزية)
- كايو لوكاس فرنانديز على موقع رابطة كرة القدم اليابانية للمحترفين (اليابانية)
- كايو لوكاس فرنانديز على موقع قاعدة بيانات كرة القدم.إي يو (الإنجليزية)
- كايو لوكاس فرنانديز على موقع Soccerway.com (الإنجليزية)
- كايو لوكاس فرنانديز على موقع عالم كرة القدم.نت (الإنجليزية)